# Juan Crisóstomo Falcón

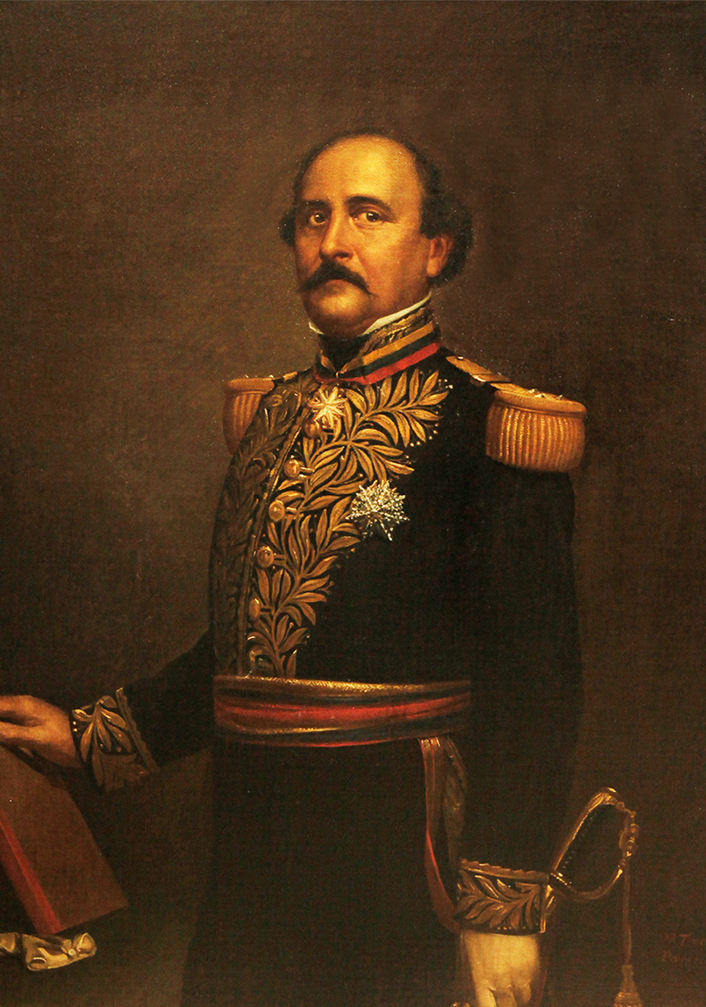
Juan Crisóstomo Falcón, 1874, in einem Gemälde on Martín Tovar y Tovar, Außenministerium, Caracas

Juan Crisóstomo Falcón (* 27. Januar 1820 in Jadacaquiva; † 29. April 1870 in Fort-de-France, Martinique) war ein venezolanischer Militär und Politiker.

## Leben
Juan Crisóstomo Falcón wurde auf der Hacienda Tarbe im heutigen Bundesstaat Falcón geboren. Seine Eltern waren José Ildefonso Falcón und Josefa Zavarce. Er war der einzige Sohn. Seine Schwester war mit Ezequiel Zamora verheiratet.
Zusammen mit Ezequiel Zamora führte er einen Aufstand gegen die Regierung von José Antonio Páez, der zum sogenannten Föderalen Krieg führte. Falcón war vom 17. Juni 1863 bis zum 25. April 1868 der Präsident Venezuelas. Sein Vize war Antonio Guzmán Blanco.
Da er sich selbst stark von den administrativen Aufgaben seines Amtes zurückhielt, konnte sich Guzmán Blanco profilieren. Während Falcóns Präsidentschaft kam es immer wieder zu bewaffneten Aufständen. Diese und die andauernde wirtschaftliche Krise prägten die Regierungszeit Falcóns. 1868 trat er von seinem Amt zurück und überließ die Präsidentschaft dem General Manuel Ezequiel Bruzual.